# Saint-Quentin-Tassilly
Saint-Quentin-Tassilly est une ancienne commune du Calvados, créée en 1833 par la fusion de Saint-Quentin-de-la-Roche et de Tassilly.

## Toponymie
L'hagiotoponyme Saint-Quentin fait référence à Quentin, apôtre évangélisateur de la Gaule au IIIe siècle.

## Histoire
Commune de Saint-Quentin-de-la-Roche qui, accrue de Tassilly, a pris le nom de Saint-Quentin-Tassilly ; cette commune a été supprimée en 1854
- La partie Tassilly a été rattachée à la commune de Bons pour former la nouvelle commune de Bons-Tassilly
- La partie Saint-Quentin-de-la-Roche a été rattachée à la commune de Soumont pour former la nouvelle commune de Soumont-Saint-Quentin.

## Maires
La commune n'a connu que deux maires :
- Jean-Jacques Calimas (1767-1842), propriétaire, dernier maire de la commune de Tassily, et premier maire de la commune fusionnée de Saint-Quentin-Tassilly de 1833 à 1842 ;
- Bernard Gabriel Parfait Porcher (1780-1862), propriétaire, premier adjoint au maire de 1833 à 1843, puis dernier maire de 1843 jusqu'en 1854.